# Dysdera nomada
Dysdera nomada är en spindelart som beskrevs av Simon 1910. Dysdera nomada ingår i släktet Dysdera och familjen ringögonspindlar.
Artens utbredningsområde är Tunisien. Inga underarter finns listade i Catalogue of Life.